# VOLI
Voli Trade (стилизовано VOLI) је црногорски трговац на мало, са примарном дјелатношћу у пословању супермаркета. Фирма запошљава преко 2.000 запослених и највећи је послодавац у Црној Гори.

## Историјат
Предузеће је основано 1995. године, а са радом је почело са једним самопослугом у подгоричком насељу Блок 5. Компанија од тада шири своју малопродајну мрежу и од 2012. године њен удео на малопродаји прехрамбених производа у Црној Гори износи око 25%.
Његова малопродајна мрежа се састоји од 35 локала широм Црне Горе, са концептима у распону од продавница до тржног центра у власништву компаније, са ВОЛИ хипермаркетом као главним закупцем. VOLI је такође званични дистрибутер за Црну Гору за неколико популарних регионалних прехрамбених брендова, као што су Carnex, Vital and Vindija.
Поред малопродаје, ВОЛИ је 2011. године постао и овлашћени дилер за произвођаче БМВ и Мини аутомобила за Црну Гору.

## Друштвена одговорност
Компанија је 2011. године постала генерални спонзор КК Будућност Подгорица, најуспјешнијег кошаркашког клуба у земљи. Клуб је преименован у КК Будућност ВОЛИ, а генерални директор компаније Драган Бокан је постао председник клуба.